# Kirjat Netafim
Kirjat Netafim (hebrejsky קִרְיַת נְטָפִים, doslova „Město kapek“, v oficiálním přepisu do angličtiny Qiryat Netafim, přepisováno též Kiryat Netafim) je izraelská osada typu společná osada (jišuv kehilati) na Západním břehu Jordánu v distriktu Judea a Samaří a v Oblastní radě Šomron (Samařsko).

## Geografie
Nachází se na v nadmořské výšce 445 metrů na západním okraji hornatiny Samařska, cca 20 kilometrů severovýchodně od města Petach Tikva, cca 7 kilometrů západně od města Ariel, cca 38 kilometrů severozápadně od historického jádra Jeruzalému a cca 32 kilometrů severovýchodně od centra Tel Avivu.
Osada je na dopravní síť Západního břehu Jordánu napojena pomocí lokální silnice číslo 505 a prostřednictvím takzvané Transsamařské dálnice, která zajišťuje spojení jak s vnitrozemím Západního břehu Jordánu a s městem Ariel, tak s aglomerací Tel Avivu.
Kirjat Netafim leží cca 11 kilometrů za Zelenou linií, která odděluje Izrael v jeho mezinárodně uznávaných hranicích. Nachází se v nevelkém ale územně souvislém bloku izraelských sídel na Západním břehu Jordánu, jehož součástí jsou v bezprostředním okolí ještě osady Barkan a Revava a dále na východě město Ariel (tzv. blok osad Guš Ari'el). Tento blok je navíc západním směrem napojen na pás izraelských osad tvořený obcemi Elkana, Ec Efrajim, Ša'arej Tikva a Oranit. Západně od Kirjat Netafim se ovšem nacházejí i palestinské vesnice a města Sarta, Biddja a nejblíže Karawat Bani Hassan.

## Dějiny
V okolí současné osady Kirjat Netafim je několik pozůstatků starověkého židovského osídlení, zejména v poblíž palestinské vesnice Karawat Bani Hassan. Kirjat Netafim bylo založeno roku 1983, podle jiného pramene roku
1984, skupinou Izraelců původem z Jemenu, napojených na organizaci ha-Po'el ha-Mizrachi (איגוד המושבים של הפועל המזרחי). Účelem zřízení nové obce bylo posílit řetězec izraelských sídel podél Transsamařské dálnice.
V osadě v současnosti fungují tři synagogy, dvě mateřské školy, veřejný park, veřejná knihovna a kulturní středisko. 1. července 1994 vnikl do domu v Kiryat Netafim palestinský útočník a ubodal jednoho zdejšího obyvatele.
Podle plánů z počátku 21. století měla být obec společně se sousedními osadami v pásu až k městu Ariel zahrnuta do Izraelské bezpečnostní bariéry . Dle stavu z roku 2008 ale nebyla bariéra v tomto úseku ještě postavena a ani nedošlo k definitivnímu stanovení její trasy. Bariéra byla místo toho zatím postavena jen okolo osad Elkana, Ec Efrajim a Ša'arej Tikva. Izrael si hodlá sídla v tomto sídelním koridoru ponechat i po případné mírové dohodě s Palestinci.
Osada Kirjat Netafim stavebně srůstá se sousední osadou Barkan a také s Průmyslovou zónou Barkan, která se rozkládá jihovýchodně od ní. V srpnu 2009 se uvádělo, že v Kirjat Netafim probíhá výstavba patnácti nových domů. Proti výstavbě domů údajně bez řádného stavebního povolení v této obci ale podala žalobu organizace Peace Now. 1. října 2009 Nejvyšší soud Státu Izrael rozhodl, že výstavba patnácti domů v osadě musí být do vyřešení sporu pozastavena.

## Demografie
Obyvatelstvo Kirjat Netafim je v databázi rady Ješa popisováno jako nábožensky založené. Podle údajů z roku 2014 tvořili naprostou většinu obyvatel Židé (včetně statistické kategorie "ostatní", která zahrnuje nearabské obyvatele židovského původu ale bez formální příslušnosti k židovskému náboženství).
Jde o menší obec vesnického typu s dlouhodobě rostoucím počtem obyvatel. K 31. prosinci 2014 zde žilo 824 lidí. Během roku 2014 registrovaná populace stoupla o 8,7 %. Populace osady by se měla výhledově zvýšit ze stávajících cca 84 na 300 rodin.
| Rok            | 1993 | 1994 | 1995 | 1996 | 1997 | 1998 | 1999 | 2000 |
| -------------- | ---- | ---- | ---- | ---- | ---- | ---- | ---- | ---- |
| Počet obyvatel | 194  | 159  | 157  | 179  | 190  | 224  | 240  | 299  |

| Rok            | 2001 | 2002 | 2003 | 2004 | 2005 | 2006 | 2007 | 2008 | 2009 | 2010 | 2011 | 2012 | 2013 | 2014 |
| -------------- | ---- | ---- | ---- | ---- | ---- | ---- | ---- | ---- | ---- | ---- | ---- | ---- | ---- | ---- |
| Počet obyvatel | 306  | 344  | 384  | 419  | 438  | 472  | 479  | 545  | 634  | 688  | 741  | 749  | 758  | 824  |